# Madame Satã (película)
Madame Satã  es una película de  Brasil, dirigida por Karim Aïnouz en 2002, y protagonizada por Lázaro Ramos, Sacha Amback, Marcélia Cartaxo, Flávio Bauraqui, Felippe Marquês. Está basada en la vida de la personalidad brasileña Madame Satã.

## Argumento
Lapa es un barrio bohemio de Río de Janeiro, lleno de chulos, prostitutas, y artistas. Son los años 30 y João Francisco (Lázaro Ramos) está a punto de conseguir que su sueño se haga realidad: convertirse en una gran estrella. Retando los estigmas de ser analfabeto, negro, homosexual y pobre, João es una especie de poliedro con muchas identidades. Según le conviene explota más o menos su faceta de gánster, pícaro orgulloso, padre adoptivo de siete hijos, estrella de cabaret, Reina del Carnaval, amante apasionado o asesino. Madame Satã evoca la vida de una de las figuras más importantes del Carnaval de Río, un hombre que se reinventó a sí mismo llegando a crear el mito de Madame Satã, alias de un personaje que le apasionaba de la película de Cecil B. De Mille de 1930 titulada Madame Satán.